# 天園三
波江座φ，又名CP-52 285，HD 14228、SAO 232696、HR 674，是波江座的一颗恒星，视星等为3.56，位于銀經275.35，銀緯-60.82，其B1900.0坐标为赤經2h 12m 56.2s，赤緯-51° -60.82′ 30″。